# Драматичен театър „Невена Коканова“ (Ямбол)
Драматичен театър „Невена Коканова“ се намира в Ямбол.

## История
Ямболския драматичен театър има 137-годишна история. През 1870 година в град Ямбол е представена популярната тогава драма „Многострадална Геновева“. Представлението в нашия град е петото поред за годината след градовете Плевен, Сливен, В.Търново и Самоков. Театралното събитие е предшествано от друго с изключителна важност и значение за нацията-признаването на Българската екзархия. Затова и подготовката на представлението се извършва в обстановка на всеобщ духовен подем.
Първите артисти са революционери, театрални дейци, учители, просветители, гордост за българския театър. Те успяват да издигнат театъра до страстно, емоционално и жизнерадостно изкуство – Г. Дражев, Др. Николов, Ст. Томов, Н. Симеонов, Щ. Ковачев, Н. Попиванов, Ф. Попгеоргиев, К. Шестаков, Ст. Парушев, В. Апостолов, Ив. Кюртчитодоров, В. Мандров, Хр. Чакмаков и други. Всички те, изпълнени с пламенна апостолска всеотдайност и съзнание, че служат на една мисия, изискваща жертвоготовност и безгранична любов.
Във вестник „Македония“ от 23 май, същата година е поместен отзив по повод представлението: „На вторий ден на Възкресение имахме удоволствието да видим да се представи отдавна подготвената драма „Многострадална Геновева“. Това бе възбудило любопитството на цял град и народът бе изпълнил театралната зала, която можем да кажем бе доста добре украсена. Представлението, ако ни е позволено да дадем мнението на присъстващите по-опитни зрители стана твърде добре.
Музикалната банда, която се състоеше от шестима души омайваше зрителите със сладки звукове…“
Три години по-късно, през 1874 година за първи път в Цариград и в Ямбол се играе драмата „Иванку, убиецът на Асеня“. Целта на представленията е била една – повдигане на народния дух и осигуряване на материални средства за комитетското дело.
В зората на нашето духовно възраждане, Ямбол дава на българския театър първата жена – актриса Матилда Попович. След Освобождението в Ямбол се издава библиотека „Театър“ (1891-1894 г.), която бележи началото на периодичен театрален печат в страната. В родния си град се изявява за първи път като любител – артист и рецитатор Кирил Теллалов, виден политечски деец, режисьор и директор на театър.
В началото на века ямболската театрална публика посреща пътуващите трупи на Матей Икономов, Роза Попова и Комичен театър на братя Касабови. Разраства се театралната дейност в града и през 1920 година се създава Акционерен театър. Това е начало на организираното театрално дело в гр. Ямбол. На страниците на в. „Правда“ от 15 март, същата година четем: "На 20 февруари 1920 г. е основан Акционерен театър, който започва да дава редовно своите представления от 28 с. месец. Основателите му са господата П. Петров, В. Богданов и артистите: Г. Стаматов, Н. Гайдов, Тр. Трифонов, г-жа Зл. Трифонова, Н. Щилиянов, В. Гълъбов и др.
На 11 и 12 април същата година в гр. Ямбол се представя за първи път драмата „Край мътния поток“ от нашия виден съгражданин П. Керемедчиев.
Всички професионални и непрофесионални артисти, театрални дейци и просветители излизат с прошение за създаване на общински театър със собствена сграда. В същото това време Страшимир Кринчев развива оживена дейност на театрален критик, поетът Васил Карагьозов написва драмата – либрето „Тайните на Вардар“, а художникът Иван Славов нарисува първата оригинална театрална завеса.
През 1922 година град Ямбол става седалище на Южно-българския театър. Във в. „Тунджа“ от 1922 г. е записано: „Южно-българският народен театър в Ямбол на 1 того откри театралния си сезон с пиесата „Тоска“ на В. Сарду. Салона бе буквално изпълнен с публика, която ласкаво се отзова към това културно начинание. Държа се кратка реч за значението на драматическия театър. Военна музика изсвири увертюра и играта започна. Този спектакъл беше едно истинско тържество за гр. Ямбол. Дълг на ямболци да подкрепят театъра, щото той да стане гордост на града ни“.
Група изявени театрални творци, сред които са Г. Стаматов, А. Попов, П. Керемедчиев, Г. Попов, Д. Нешев, Н. Фол и др. подемат акция за набиране на средства и подпомагане изграждането на театрален салон.
Създава се драматичен курс за професионална подготовка на кадрите под ръководството на Антон Попов, един от видните български артисти, основател на Народния театър.
През 1927 година се създава постоянна театрална група, която по-късно се оформя като драматична студия. През 1939-40 г. театърът се преименува в Ямболски общински театър. Оттук започва творческия път на изтъкнати театрални дейци: Мирослав Миндов, Николай Люцканов, Николина Лекова и други.
Директор по това време е Димитър Керанов, а основното ядро актьори са: Девка Благоева, Иван Славов, Стефан Арсенов, Милка Попантонова, Господин Везирев, Анко Чернев, Щилиян Кунев, Надя Чобанова, Катя Тодорова, Надя Василева, Рачо Канев, Пепа Белева, Тодор Кожухаров, Дора Кожухарова. През 1949–1950 г. театърът вдига завеса като професионален институт. (Указ на театрите в НРБългария от 27 юни 1949 г.). На 8 октомври 1949 г. театърът представя първата си премиера, пиесата „Царска милост“ от Камен Зидаров.
На 1 януари 1952 година Ямболският театър става Държавен драматичен театър.
Обръщайки поглед назад, от дистанцията на времето ние трябва да отдадем дължимото на първите, на тези творци, повярвали във великата мисия на актьора да бъде апостол на своето време. През годините Ямболският драматичен театър оформя културния живот в града. Подемат се редица инициативи, канят се на гастрол известни режисьори и актьори, установяват се връзки с театри от страната и чужбина.
На ямболска сцена започват творческия си път редица млади дарования, които оставят ярка следа в българския театър и култура, артисти които и формират в годините феномена, наречен Ямболска публика.
Една от тези звезди на театралния небосклон е и първата дама на българското кино Невена Коканова.
Нейния творчески път започва на сцената на Ямболския театър още през 1956 година. Обичана от всички ямболци – Венчето, както гальовно я наричат в Ямбол, прави първите си стъпки в театъра с ролята на ФЕНИСА от пиесата „Хитроумната влюбена“ от Лопе де Вега и ЖУЛИЕТА от „Ромео и Жулиета“ от Уилям Шекспир. С тази роля ямболци започват да наричат Невена „босата Жулиета“. В Ямбол тя получава и първата си покана за участие в киното от режисьора Янко Янков за филма „Години за любов“. Невена Коканова, нейният живот и творчество са свързани с град Ямбол и неговите театрални традиции. Последната ѝ роля на ямболска сцена бе АББИ от пиесата на Юджийн О`Нийл „Любов под брястовете“ с премиера – сезон 1988–1989 година. Тази постановка има реализирани 147 представления в Ямбол и страната.
Над 15 са творческите срещи на Невена Коканова с почитатели в град Ямбол и региона. Последната среща с нейната ямболска публика бе отново в любимия Ямбол, както тя самата го наричаше, в края на месец ноември 1999 година.
А последното ѝ гостуване на ямболска сцена бе с пиесата "Последните дни на цар Борис III", режисьор Павел Павлов. Архива на театъра грижливо пази множество снимки и програми, свързани с творческия път на ямболска сцена на голямата българска атриса. В театъра се съхранява и костюма, с който Невена Коканова изпълни ролята на АББИ от пиесата „Любов под брястовете“ от Юджийн О`Нийл.
Невена Коканова е част от богатата културна история и традиция на Драматичния театър в град Ямбол. Нейният творчески път и обаяние завинаги ще останат в сърцата на ямболската културна общественост.
На сцената на Ямболския драматичен театър гастролират именити актьори: Кр. Сарафов, Ив. Димов, Вл. Трендафилов, К. Кисимов, Д. Панов, З. Йорданова, М. Колчакова, Ст. Гецов. По-късно — К. Зехирева, И. Тасева, М. Миндов, Ан. Чапразов, Л. Кабакчиев, Кирил Господинов, Милена Атанасова, Николай Калчев, Мария Статулова, Стефан Попов, Стоянка Мутафова, Татяна Лолова, Георги Парцалев, Невена Коканова, Георги Калоянчев, Никола Анастасов, Васил Попов, Стефан Данаилов, Цветана Манева, Георги Мамалев, Ст. Попов, Г. Георгиев — ГЕЦ, Таня Масалитинова, Пл. Гетова, Ст. Мавродиев, Н. Симеонова и други.
Плеяда именити български режисьори са работили тук на ямболска сцена. Едва ли ще упсеем да изредим всички, но не можем да не споменем Янаки Стоянов, Крюгер Николов, Стефан Златев, Александър Раев, Георги Въжаров, Николай Люцканов, Васил Луканов, Слави Шкаров, Иван Кондов, Надежда Сейкова, Асен Шопов, Симеон Димитров, Руси Карабалиев, Илия Добрев, Николай Георгиев, Бойко Илиев, Илиян Симеонов, Христо Стойчев, Недялко Йорданов, Мари-Матен, Митко Жеков, Иван Кушелиев, Радка Матева, Васко Абаджиев, и много други.
Много и незабравими са постановките на сцената на театъра. Огромен е списъкът на режисьори, актьори, художници, драматурзи минали през този театър и оставили частица от себе си. Все още кънтят стъпките им по сцената и витае духът им в полумрака на сенките като знамение за вечността на изкуството.